# Februar 2019
Portal Geschichte | Portal Biografien | Aktuelle Ereignisse | Jahreskalender | Tagesartikel

◄ |
20. Jahrhundert |
21. Jahrhundert

◄ |
1980er |
1990er |
2000er |
2010er
| 2020er | 2030er | 2040er

◄ |
2015 |
2016 |
2017 |
2018 |
2019
| 2020 | 2021 | 2022 | 2023 | ►

◄ |
November 2018 |
Dezember 2018 |
Januar 2019 |
Februar 2019 |
März 2019 |
April 2019 |
Mai 2019 |
►
Dieser Artikel behandelt tagesbezogene Nachrichten und Ereignisse im Februar 2019.

## Tagesgeschehen

### Freitag, 1. Februar 2019
- Abu Dhabi/Vereinigte Arabische Emirate: Im Zayed-Sports-City-Stadion besiegt die Mannschaft Katars die japanische Auswahl im Endspiel der Fußball-Asienmeisterschaft mit 3:1.
- Berlin/Deutschland: Die Kommission für Wachstum, Strukturwandel und Beschäftigung (oft nur Kohlekommission genannt) veröffentlicht ihren Abschlussbericht zum Kohleausstieg.
- Brüssel/Belgien, Tokio/Japan: Das Freihandelsabkommen EU-Japan (JEFTA) tritt in Kraft.[1][2]
- Brüssel/Belgien: Die Europäische Kommission leitet Ermittlungen ein, nachdem in einem Fleischskandal um verarbeitete Rinder mit Lahmheit in einem Schlachtbetrieb des Unternehmens Elkopol in Kalinowo in Polen festgestellt wurde, dass nach EU-Angaben rund 9,5 Tonnen und nach polnischen Angaben 2,7 Tonnen minderwertiges Rindfleisch in 14 EU-Mitgliedsstaaten gelangte. Betroffen sind demnach Deutschland, Estland, Frankreich, Finnland, Lettland, Litauen, Portugal, Rumänien, Schweden, Slowakei, Spanien, Tschechien und Ungarn.[3]
- Washington, D.C./Vereinigte Staaten: Die US-Regierung unter Präsident Donald Trump kündigt formal den bilateralen Intermediate-Range Nuclear Forces Treaty (INF-Vertrag) mit Russland über nukleare Mittelstreckensysteme mit einer Reichweite zwischen 500 und 5500 Kilometern. Die USA werfen Russland vor mit der Produktion des neuen landgestützten Marschflugkörpers 9M729 (NATO-Codename: SS-C-8 Screwdriver) für das nuklear bestückbare Trägersystem Iskander-K seit längerer Zeit gegen den Vertrag zu verstoßen. Die Kündigung des Vertrages tritt Ende Juli 2019 in Kraft.[4]

### Samstag, 2. Februar 2019
- Moskau/Russland: Nach den Vereinigten Staaten kündigt auch Russland als Reaktion formal den bilateralen Intermediate-Range Nuclear Forces Treaty (INF-Vertrag) mit den Vereinigten Staaten über nukleare Mittelstreckensysteme. Der Vertrag endet damit Ende Juli 2019.
- München/Deutschland: Die Karnevalsgesellschaft Narrhalla verleiht den Karl-Valentin-Orden an den österreichischen Sänger Andreas Gabalier.[5]
- Paris/Frankreich: Am 12. Protestwochenende der Gelbwestenbewegung gegen Staatspräsident Emmanuel Macron nahmen nach Polizeiangaben landesweit rund 58.600 Demonstranten teil, darunter rund 10.000 in Paris. Die Demonstranten forderten aufgrund der zahlreichen Verletzten vom 26. Januar 2019, den Einsatz von Gummigeschossen und Schockgranaten durch die Polizei zu verbieten.[6]
- Teheran/Iran: Zum 40. Jahrestag der islamischen Revolution im Iran gibt Verteidigungsminister Brigadegeneral Amir Hatami den erfolgreichen Test eines neuen landgestützten Marschflugkörpers mit Namen Hoveizeh durch die Revolutionsgarde (Pasdaran) bekannt. Dieses nach der gleichnamigen Stadt Hoveizeh an der Grenze zum Irak benannte Waffensystem in Erinnerung an den Ersten Golfkrieg soll eine Reichweite von über 1200 Kilometer haben.[7]

### Sonntag, 3. Februar 2019

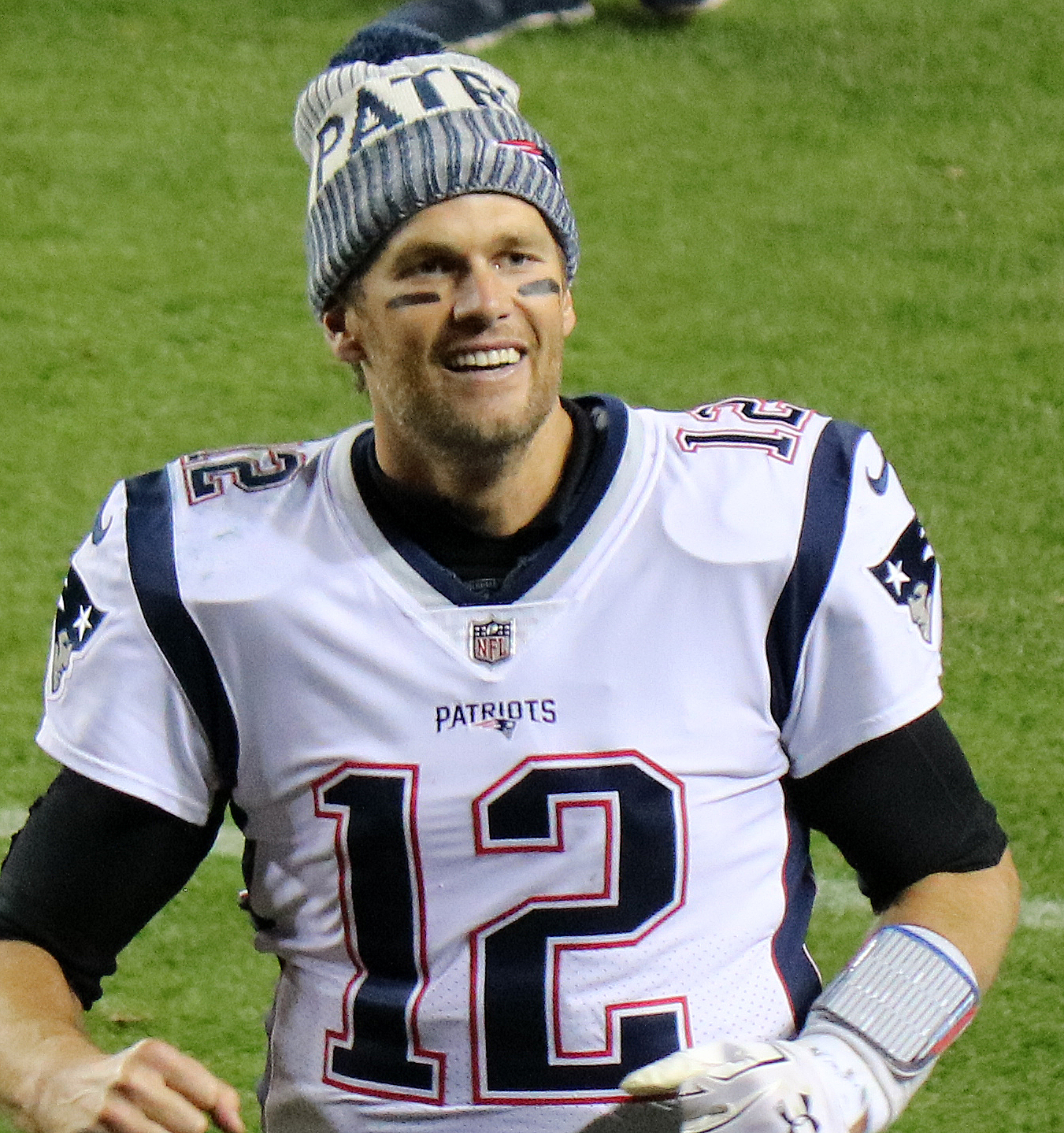
NFL-Rekordspieler Tom Brady

- Atlanta/Vereinigte Staaten: Im 53. Super Bowl im American Football gewinnen die New England Patriots im Mercedes-Benz Stadium gegen die Los Angeles Rams mit 13:3. Der 41-jährige Quarterback Tom Brady von den New England Patriots feiert als erster Spieler in der Geschichte der NFL den sechsten Sieg im Super Bowl.[8]
- Faya-Largeau/Tschad: Die französische Luftwaffe fliegt von N’Djamena aus mit Kampfflugzeugen vom Typ Mirage 2000 im Rahmen der Opération Barkhane und auf Bitten der Regierung von Idriss Déby Angriffe auf einen Konvoi von 50 Pickups mit rund 250 Rebellen von Teilen der Union der Widerstandskräfte (UFR) die von Libyen rund 400 Kilometer auf tschadisches Staatsgebiet vordringen.[9][10]
- Jerusalem/Israel: Das israelische Verteidigungsministerium gibt den weiteren Bau eines 65 Kilometer langen und sechs Meter hohen Grenzzauns zum Gazastreifen bekannt. Er soll die bereits bestehenden unterirdischen und küstennahen Sperranlagen um den Gazastreifen ergänzen und dient auch der Terrorismusabwehr.[11]
- San Salvador/El Salvador: Der ehemalige Bürgermeister der Hauptstadt San Salvador, Nayib Bukele (GANA) wird als Nachfolger von Salvador Sánchez Cerén (FMLN) zum Präsidenten von El Salvador gewählt.[12]

### Montag, 4. Februar 2019
- Berlin/Deutschland: In dem von der Bundesregierung vorgelegten Klimaschutzbericht 2018 verfehlt Deutschland die Klimaziele für das Jahr 2020 deutlich. Statt der angestrebten 40 Prozent weniger Treibhausgase als 1990 wird Deutschland nur eine Verringerung um rund 32 Prozent erreichen. Eine Reform des EU-Emissionshandels soll die Ziele besser unterstützen, allerdings würden diese Fortschritte durch höhere Verkehrsemissionen und Kohlendioxid-Emissionen in Gebäuden zum Teil zunichtegemacht. Der 2016 von der Bundesregierung verabschiedete Klimaschutzplan 2050 sieht Treibhausgasminderungen im Vergleich zu 1990 vor von mindestens 40 Prozent bis 2020, 55 Prozent bis 2030 und 80 bis 95 Prozent bis 2050 vor.[13]
- Berlin/Deutschland: Die viertgrößte Fluglinie Deutschlands, die Germania Fluggesellschaft, beantragt die Eröffnung eines Insolvenzverfahrens und stellt in der folgenden Nacht den Flugbetrieb ein. Rund 1700 Mitarbeiter sind hiervon betroffen.[14]
- Brüssel/Belgien: Nach Ablauf ihres Ultimatums für die Ankündigung einer neuen Präsidentenwahl in Venezuela haben die EU-Mitgliedsstaaten Dänemark, Deutschland, Finnland, Frankreich, Luxemburg, die Niederlande, Österreich, Polen, Portugal, Schweden, Spanien, Tschechien und das Vereinigte Königreich den Parlamentspräsidenten Juan Guaidó als Interimspräsident Venezuelas anerkannt.[15]
- Mogadischu/Somalia: Bei einem Autobombenanschlag der islamistischen al-Shabaab-Miliz in der Nähe eines Einkaufszentrums am Hamarweyne-Markt werden mindestens 14 Menschen getötet und weitere 15 verletzt.[16]
- Washington, D.C./Vereinigte Staaten: Das US-Verteidigungsministerium gibt die Verlegung von 3750 Soldaten für 90 Tage im Rahmen der Operation Faithful Patriot an die amerikanisch-mexikanische Grenze bekannt. Diese sollen dabei die Zoll- und Grenzschutzbehörde CBP und bestehende Einheiten ergänzen und rund 240 Kilometer Stacheldraht verlegen.[17]

### Dienstag, 5. Februar 2019
- Göteborg/Schweden: Im Endspiel der Champions Hockey League gewinnt der Frölunda HC gegen den EHC Red Bull München mit 3:1.[18]
- Peking/Volksrepublik China: Chinesisches Neujahrsfest – Jahr des Erde-Schweins (36. Jahr im 78. Zyklus)

### Mittwoch, 6. Februar 2019
- Brüssel/Belgien: Die Europäische Kommission hat nach der Fusionskontrolle die geplante Übernahme der Schienenverkehrssparte des französischen Konzerns Alstom durch den deutschen Konzern Siemens untersagt. Die zuständige Kommissarin für Wettbewerb in der Europäischen Union, Margrethe Vestager, sieht den Wettbewerb auf den Märkten für Eisenbahn-Signalanlagen und Höchstgeschwindigkeitszüge beeinträchtigt. Die von den beteiligten Unternehmen angebotenen Abhilfemaßnahmen reichten nicht aus, um die Bedenken der Kommission auszuräumen. Auch die geplante Übernahme der Walzproduktsparte des deutschen Kupferproduzenten Aurubis mit Sitz in Hamburg und des Gemeinschaftsunternehmens Schwermetall Halbzeugwerk in Stolberg durch die Wieland Gruppe mit Sitz in Ulm wurde durch die Fusionskontrolle untersagt.[19][20]
- Gennevilliers/Frankreich: Im Beisein der deutschen Bundesverteidigungsministerin Ursula von der Leyen und der französischen Amtskollegin Florence Parly erfolgte die Unterzeichnung einer Absichtserklärung zwischen dem französischen Technologiekonzern Safran Aircraft Engines (bis 2015: Snecma) und dem deutschen Triebwerkshersteller MTU Aero Engines mit Sitz in München, sowie unter Beteiligung des Gemeinschaftsunternehmens Aerospace Embedded Solutions (AES), zum Bau von neuen Strahltriebwerken für das geplante deutsch-französische Mehrzweckkampfflugzeug mit dem Projektnamen Future Combat Air System (FCAS). Dieses Kampfflugzeug soll ab 2040 in Dienst gestellt werden.[21]
- Kartal/Türkei: Beim Einsturz eines achtstöckigen Wohnhauses werden mindestens 14 Menschen getötet und weitere 10 verletzt.[22]
- Ureña/Venezuela: Die venezolanischen Streitkräfte haben die 2016 fertiggestellte und nie eröffnete dreispurige Internationale Tienditas-Straßenbrücke südlich von Ureña im Bundesstaat Táchira zur benachbarten Grenzstadt Cúcuta in Kolumbien zusätzlich zur bereits vorhandenen Absperrung mit einem Tanklastzug und zwei ISO-Containern gesichert und wird von Soldaten überwacht. Zum einen sollen damit die von Interim-Präsidenten Juan Guaidó geplanten ausländischen Hilfslieferungen nach Venezuela unterbunden werden.[23]

### Donnerstag, 7. Februar 2019
- Berlin/Deutschland: Eröffnung der 69. Internationalen Filmfestspiele
- Kiew/Ukraine: Die Werchowna Rada hat in der Verfassung der Ukraine die strategische Orientierung des Landes zum vollständigen Beitritt zur NATO und zur Europäischen Union (EU) verankert. 334 der 385 anwesenden Abgeordneten stimmten dafür; 35 stimmten dagegen, 16 blieben der Abstimmung fern. Danach dürfen ausländische Truppen auch nicht mehr auf Grundlage vom Parlament ratifizierter internationaler Verträge im Land stationiert werden.[24] Zudem wurde ein Gesetz verabschiedet, das russischen Staatsbürgern die Teilnahme an der geplanten Wahlbeobachter-Mission der Organisation für Sicherheit und Zusammenarbeit in Europa (OSZE) untersagt.[25]
- London/Vereinigtes Königreich: Der Tourismuskonzern Thomas Cook gibt bekannt, die zum Unternehmen gehörenden Fluggesellschaften mit einer Flotte von 103 Flugzeugen verkaufen zu wollen. Betroffen ist unter anderem die deutsche Condor mit Sitz in Frankfurt am Main und rund 4000 Mitarbeitern.[26]
- Rom/Italien: Der slowenische Fußballfunktionär Aleksander Čeferin wird für weitere vier Jahre als UEFA-Präsident im Amt bestätigt.[27]

### Freitag, 8. Februar 2019
- Braunschweig/Deutschland: Der zweitgrößte deutsche Zuckerproduzent Nordzucker übernimmt mit 70 % die Mehrheitsanteile an Mackay Sugar Limited (MSL) mit Sitz in Mackay, den zweitgrößten Zuckerproduzenten in Australien. Die MSL hält auch einen 25-prozentige Beteiligung an Sugar Australia und New Zealand Sugar, einem Joint Venture zur Zuckerraffination in Australien und Neuseeland mit der Wilmar International.[28]
- Genua/Italien: Beginn des Abrisses der Überreste der im August 2018 teilweise eingestürzten Morandi-Brücke. Dabei wurde ein 36 Meter langes und 18 Meter breites Brückenstück demontiert.[29]
- Melbourne/Australien: Die australische Bundespolizei AFP gibt einen Drogen-Fund von 1,7 Tonnen Methamphetamin in den Vereinigten Staaten am 9. Januar 2019 in Kooperation mit dem US-Heimatschutzministerium und der Drug Enforcement Administration (DEA) bekannt und die Verhaftung von vier Australiern und zwei US-amerikanischen Staatsbürgern in Australien. Die 1,7 Tonnen Methamphetamin, 25 Kilogramm Kokain und 5 Kilogramm Heroin mit einem Marktwert von insgesamt mehr als 800 Millionen Euro wurden in zwei ISO-Containern entdeckt, die vom Hafen von Long Beach in Kalifornien nach Australien geschmuggelt werden sollten.[30][31]

### Samstag, 9. Februar 2019
- al-Baghuz Fawqani/Syrien: Die von den Vereinigten Staaten unterstützten Demokratischen Kräfte Syriens (SDF) beginnen nach Angaben ihrer Sprechers Mustafa Bali mit einer Offensive zur Einnahme der letzten Bastion der Terrormiliz Islamischer Staat (IS) an der Grenze zum Irak. Dort sollen sich noch 500 bis 600 Kämpfer aufhalten. Die US-Streitkräfte unterstützen in der beginnenden Schlacht von Baghuz die SDF mit Luftnahunterstützung im Rahmen der Operation Inherent Resolve.[32]
- Rom/Italien: Bis zu 200.000 Teilnehmer nehmen an einer Großdemonstration unter dem Motto „Eine Zukunft für die Arbeit“ für eine bessere Wirtschaftspolitik teil und fordern ambitionierte Reformen und mehr öffentliche und private Investitionen. Aufgerufen und organisiert unter anderem durch die Gewerkschaften Confederazione Italiana Sindacati Lavoratori (CISL) und Unione Italiana del Lavoro (UIL).[33]

### Sonntag, 10. Februar 2019
- Addis Abeba/Äthiopien: Beginn des 32. Gipfeltreffens der Afrikanischen Union (AU).[34] Der ägyptische Präsident Abd al-Fattah as-Sisi übernimmt den jährlich rotierenden Vorsitz von Ruandas Staatschef Paul Kagame.[35]
- Bern/Schweiz: Die Volksinitiative «Zersiedelung stoppen – für eine nachhaltige Siedlungsentwicklung», kurz auch Zersiedelungsinitiative, kommt zur Abstimmung. Die Stimmberechtigten entscheiden sich gegen eine stärkere Regulierung der Ausweisung von Bauflächen.[36]
- Dubai/Vereinigte Arabische Emirate: Beginn des dreitägigen World Government Summit (WGS).
- Inzell/Deutschland: Letzter Tag der Eisschnelllauf-Einzelstreckenweltmeisterschaft
- London/Vereinigtes Königreich: In der Royal Albert Hall werden die BAFTA-Awards verliehen.
- Los Angeles/Vereinigte Staaten: Im Staples Center werden die Grammy Awards verliehen.
- Oberhof/Deutschland: Zweiter und letzter Tag der Rennrodel-Europameisterschaften.
- Park City/Vereinigte Staaten: Letzter Tag der kombinierten Freestyle-Skiing- und Snowboard-Weltmeisterschaft.

### Montag, 11. Februar 2019
- Ubari/Libyen: Die libysche Nationalarmee (LNA) unter General Chalifa Haftar hat die Kontrolle über das wichtige „El-Sharara“-Ölfeld westlich von Ubari wiedererlangt, nachdem Anfang Dezember 2018 eine Produktionseinstellung erfolgte. Eine örtliche teils bewaffnete Protestbewegung (Anger of Fezzan), forderte bessere Bedingungen. Das Ölunternehmen kritisierte dabei das Verhalten der für die Sicherheit eingesetzten lokalen Miliz, die Petroleum Facilities Guard (PFG). Im Ölfeld fördert die National Oil Corporation (NOC) mit dem Joint Venture Akakus Oil Operations (AOO) 315.000 Barrel pro Tag. An dem Unternehmen Akakus Oil Operations sind auch die europäischen Erdölkonzerne Repsol (Spanien), Total (Frankreich), OMV (Österreich) und Equinor (Norwegen) beteiligt.[37]

### Dienstag, 12. Februar 2019
- Berlin/Deutschland: Das Bundesministerium des Innern, für Bau und Heimat unter Horst Seehofer (CSU) verbietet den in Neuss ansässigen Mezopotamien Verlag von Geschäftsführer Ali Kaya sowie den Musikvertrieb MIR Multimedia, da beide Vereinigungen als Teilorganisationen der seit 1993 in Deutschland verbotenen Arbeiterpartei Kurdistans (PKK) gelten.[38] Bereits am 8. März 2018 erfolgten Razzien bei den Vereinigungen, die am 9. April 2018 vom Börsenverein des Deutschen Buchhandels und das PEN-Zentrum Deutschland kritisiert worden waren.[39][40]
- Karlsruhe/Deutschland: Der Generalbundesanwalt beim Bundesgerichtshof hat aufgrund von Haftbefehlen des Ermittlungsrichters vom 7. Februar 2019 wegen der Begehung von Verbrechen gegen die Menschlichkeit die Festnahme des 56-jährigen Anwar R. und des 42-jährigen Eyad A. veranlasst. Beide Syrer sind Mitarbeiter des allgemeinen syrischen Nachrichtendienstes (Idarat al-Amn al-Amm).[41]
- Canberra/Australien: Premierminister Scott Morrison unterzeichnet einen Vertrag mit der französischen Naval Group zur Lieferung von 12 U-Booten. Sie sollen auf Basis der Suffren-Klasse entwickelt werden, im Gegensatz zu diesen aber nicht nuklear angetrieben, sondern mit Dieselmotoren ausgestattet und als „Attack-Klasse“ bezeichnet werden. Mit einem Auftragsvolumen von 30 Milliarden Euro ist es das größte Waffengeschäft in der Geschichte des Landes.[42]
- Istanbul/Türkei: Bei einem Absturz eines Militärtransporthubschraubers vom Typ Bell UH-1 im Stadtteil Çekmeköy werden vier Soldaten getötet.[43]
- Madrid/Spanien: Beginn des Prozesses vor dem Obersten Gerichtshof (Tribunal Supremo) gegen zwölf katalanische Politiker, die im Zusammenhang mit dem Unabhängigkeitsreferendum von 2017 unter anderem der Rebellion beschuldigt werden. Darunter der ehemalige Vizepräsident der Regionalregierung Oriol Junqueras und der ehemalige Minister für auswärtige Angelegenheiten in der Regionalregierung, Raül Romeva.[44]
- New York/Vereinigte Staaten: Der mexikanische Drogenboss Joaquín Archivaldo „El Chapo“ Guzmán Loera vom Sinaloa-Kartell ist von einem Bezirksgericht in Brooklyn in allen Anklagepunkten – darunter Drogenhandel, Menschenhandel, Waffenmissbrauch zur Drogenkriminalität und Teilnahme an einer Verschwörung zur Geldwäsche – für schuldig gesprochen worden und wird voraussichtlich am 25. Juni 2019 bei der Festlegung des Strafmaßes lebenslang inhaftiert werden.[45]
- Port-au-Prince/Haiti: Bei Protesten gegen den am 6. Februar ausgerufenen wirtschaftlichen Notstand und der Korruption unter Präsident Jovenel Moïse kommt es zu Ausschreitungen, bei denen neun Menschen ums Leben kommen.[46][47]
- Skopje/Mazedonien: Die zur Lösung des Namensstreites mit Griechenland vereinbarte Umbenennung des Landes in Nordmazedonien tritt in Kraft.[48]
- Wien/Österreich: Im Rabenhof Theater wird zum 16. Mal der beste Protestsong des Jahres gekürt.[49]

### Mittwoch, 13. Februar 2019
- Brüssel/Belgien: Beginn des zweitägigen Treffens der NATO-Verteidigungsminister im NATO-Hauptquartier zu den Themen Kündigung des INF-Vertrags, Erhöhung der Verteidigungsausgaben und der von den Vereinigten Staaten geplante Abzug der Soldaten aus Afghanistan (Resolute Support).
- Canberra/Australien: Premierminister Scott Morrison gibt bekannt, dass das im Oktober 2018 aufgrund der dort herrschenden Zustände geschlossene Internierungslager für asylsuchende Boatpeople auf der Weihnachtsinsel wieder in Betrieb genommen wird.[50]
- Warschau/Polen: Bei einem Besuch von US-Vizepräsident Mike Pence mit dem polnischen Präsidenten Andrzej Duda und Verteidigungsminister Mariusz Błaszczak wird auf dem militärischen Teil des Chopin-Flughafen Warschau ein Vertrag zur Beschaffung von 20 Mehrfachraketenwerfer-Artilleriesysteme vom Typ M142 High Mobility Artillery Rocket System (HIMARS) für 414 Millionen US-Dollar unterzeichnet. Das HIMARS-System kann mit sechs Raketen bis zu 70 Kilometer Reichweite oder mit einer ballistischen Kurzstreckenrakete vom Typ ATACMS mit einer Reichweite von 300 Kilometern bestückt werden.[51]
- Washington, D.C./Vereinigte Staaten: Die NASA stellt die Versuche ein, zum Mars Exploration Rover erneut Kontakt aufzunehmen. Die Mission „Opportunity“ ist damit offiziell beendet.[52]
- Zahedan/Iran: Bei einem Selbstmordanschlag der mutmaßlich sunnitischen Rebellenbewegung Jaish ul-Adl auf einen Bus der iranischen Revolutionsgarde (Pasdaran) werden mindestens 27 Menschen getötet und 13 weitere verletzt.[53][54]
- Straßburg/Frankreich: Im Rahmen des Trilogs verständigen sich der Verhandlungsführer des Europäischen Parlaments Axel Voss (CDU/EVP) und der Vertreter des rumänischen Ratsvorsitzes Valer-Daniel Breaz (PSD/SPE) auf eine Reform des Urheberrechts verständigt.[55][56][57]

### Donnerstag, 14. Februar 2019

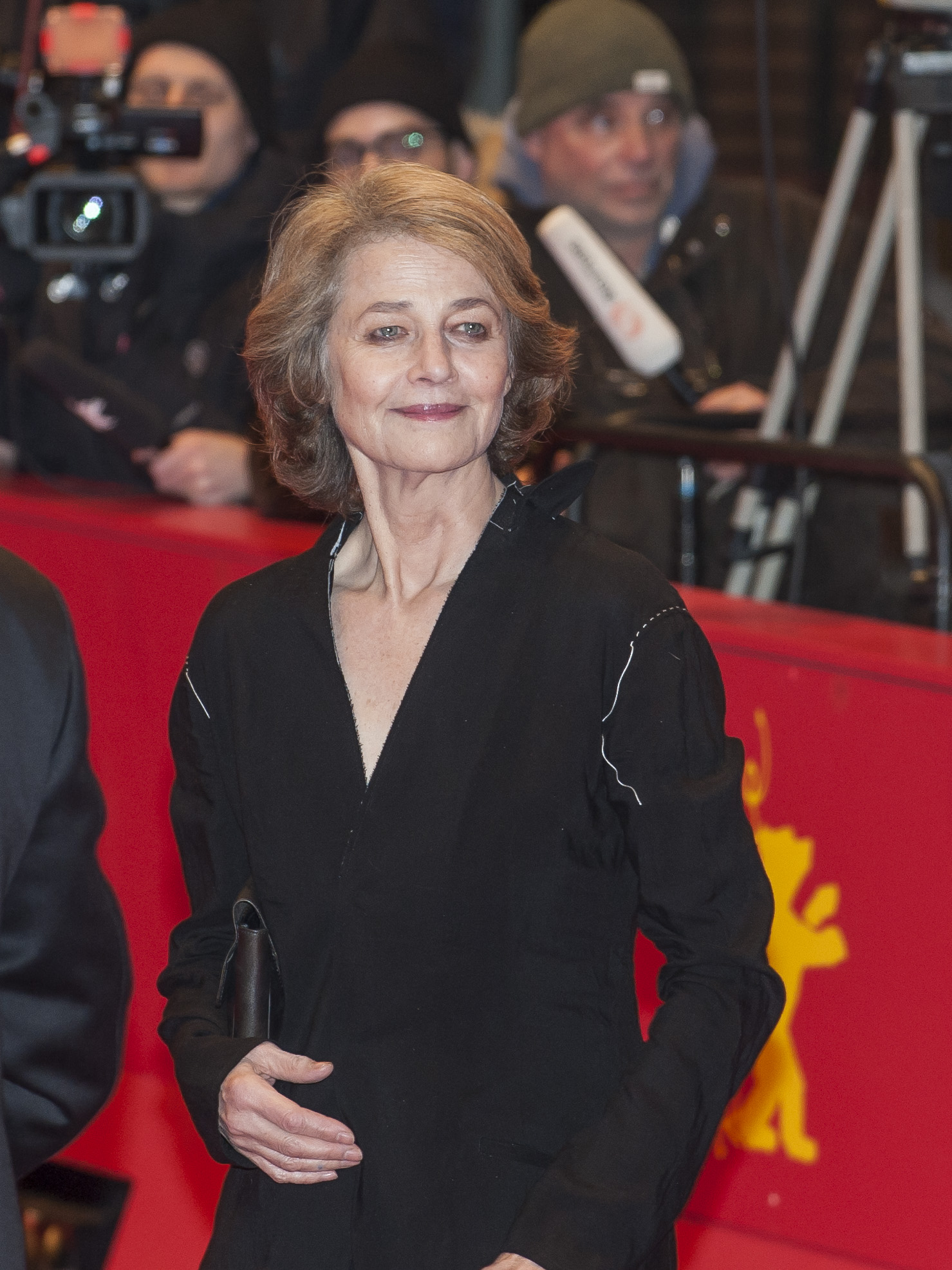
Charlotte Rampling (2015)

- Berlin/Deutschland: Bei der Berlinale wird die britische Schauspielerin Charlotte Rampling mit einem Goldenen Ehrenbären für ihr Lebenswerk ausgezeichnet.[58]
- Pulwama/Indien: Bei einem Sprengstoffanschlag auf den Konvoi der paramilitärischen Polizeitruppe Central Reserve Police Force (CRPF) im indischen Teil Kaschmirs kommen mindestens 40 Menschen ums Leben. Die pakistanische Terrorgruppe Jaish-e Mohammed bekennt sich zu der Tat.[59]
- Skopje/Nordmazedonien: Bei einem schweren Busunglück auf der Autobahn nahe dem Ort Laskarci (Laskartsi) im Stadtbezirk Opština Saraj kommen mindestens 14 Insassen ums Leben und 30 weitere werden verletzt. Der Bus des Unternehmens Durmo Tours befand sich auf dem Weg nach Gostivar geriet auf die Gegenfahrbahn und stürzte in eine Schlucht.[60]
- Sotschi/Russland: Beim 4. Gipfeltreffen zur Lage in Syrien zwischen Russlands Präsident Wladimir Putin, den türkischen Präsidenten Recep Tayyip Erdoğan und den iranischen Präsidenten Hassan Rohani wurde von Russland ein zügiger Truppenabzug der Vereinigten Staaten aus Syrien gefordert. Zudem folgten Beratungen zur Bildung eines syrischen Verfassungskomitees und der weiteren Koordination der Syrien-Politik der drei Staaten.[61]
- Stuttgart/Deutschland: Die Koch,-Neff-und-Volckmar-Gruppe (KNV), ein Buchgroßhandels- und Medienlogistikunternehmen, beantragt beim Amtsgericht Stuttgart das Insolvenzverfahren, nachdem Verhandlungen mit einem Investor gescheitert waren. Betroffen sind hiervon 1.900 Mitarbeiter in Stuttgart und im seit 2013 in Erfurt betriebenen Logistikzentrum.[62]
- Toulouse/Frankreich: Der Flugzeughersteller Airbus gibt bekannt, die Produktion des A380 im Jahre 2021 einzustellen. Der Erstflug des vierstrahligen Großraumflugzeugs erfolgte im April 2005.[63]
- Washington, D.C./Vereinigte Staaten: William Barr wird erneut als Justizminister (Attorney General) vereidigt. Dieses Amt bekleidete er bereits von November 1991 bis Januar 1993. Er tritt damit die Nachfolge von Jeff Sessions an, der im November 2018 von seinem Amt zurückgetreten war und löst den bisherigen kommissarischen Leiter Matthew G. Whitaker ab.[64]
- Wien/Österreich: Mit seiner Ablehnung der Novellierung des Ökostromgesetzes bringt der Bundesrat erstmals in seiner Geschichte einen ihm vorgelegten Gesetzesbeschluss zu Fall.[65]

### Freitag, 15. Februar 2019
- Bukarest/Rumänien: Gegen die ehemalige Chefin der Antikorruptionseinheit der Staatsanwalt (Direcția Națională Anticorupție; DNA) der Nationalen Antikorruptionsbehörde, Laura Kövesi, wird von der neu gegründeten Sonderabteilung Secția de investigare a infracțiunilor din Justiție (PICCJ) ein Verfahren wegen „Straftaten im Justizsystem“ eingeleitet. Kövesi gilt als Kandidatin für die Europäische Staatsanwaltschaft. Der Vorsitzende des Ausschusses für die Angelegenheiten der Europäischen Union des Deutschen Bundestages, Gunther Krichbaum (CDU), sieht ein „politisch motiviertes“ Vorgehen gegen Kövesi.[66]
- Kadoma/Simbabwe: Bei Überschwemmungen von zwei stillgelegten Schächten einer Kleinbergbaugoldmine kommen mindestens 60 Menschen ums Leben. Diese waren ohne Genehmigung unter Tage gewesen, erklärte der Minister für Kommunalverwaltung, öffentliche Arbeiten und nationales Wohnungswesen, July Moyo.[67]
- Madrid/Spanien: Nachdem die spanische Minderheitsregierung in der Parlamentsabstimmung zum Haushalt eine Niederlage erlitten hatte, hat Ministerpräsident Pedro Sánchez (PSOE) für den 28. April 2019 vorgezogene Neuwahlen angekündigt.[68]
- Moskau/Russland: Der Gründer der privaten Beteiligungsgesellschaft Baring Vostok Capital Partners (BVCP) in Russland, der 51-jährige US-amerikanische Großinvestor Michael Calvey und fünf weitere Finanzmanager werden verhaftet. Ermittler des Inlandsgeheimdienstes FSB werfen den Personen vor rund 2,5 Milliarden Rubel (umgerechnet 33 Millionen Euro) in Zusammenhang mit der Beteiligung an der russischen Wostotschny Bank (банк Восточный) mit Sitz in Blagoweschtschensk unterschlagen zu haben. Baring Vostok zählt zu einem der größten Investmentfonds in Russland, der seit 1994 nach eigenen Angaben mehr als 2,8 Milliarden Dollar (2,5 Milliarden Euro) in Unternehmen in Russland und anderen GUS-Staaten investierte.[69][70]
- München/Deutschland: Beginn der dreitägigen 55. Münchner Sicherheitskonferenz (MSC) im Hotel Bayerischer Hof. Auf der Tagesordnung stehen die Selbstbehauptung der Europäischen Union (EU), die transatlantische Zusammenarbeit sowie mögliche Auswirkungen einer neuen Ära des Großmächtewettbewerbs.

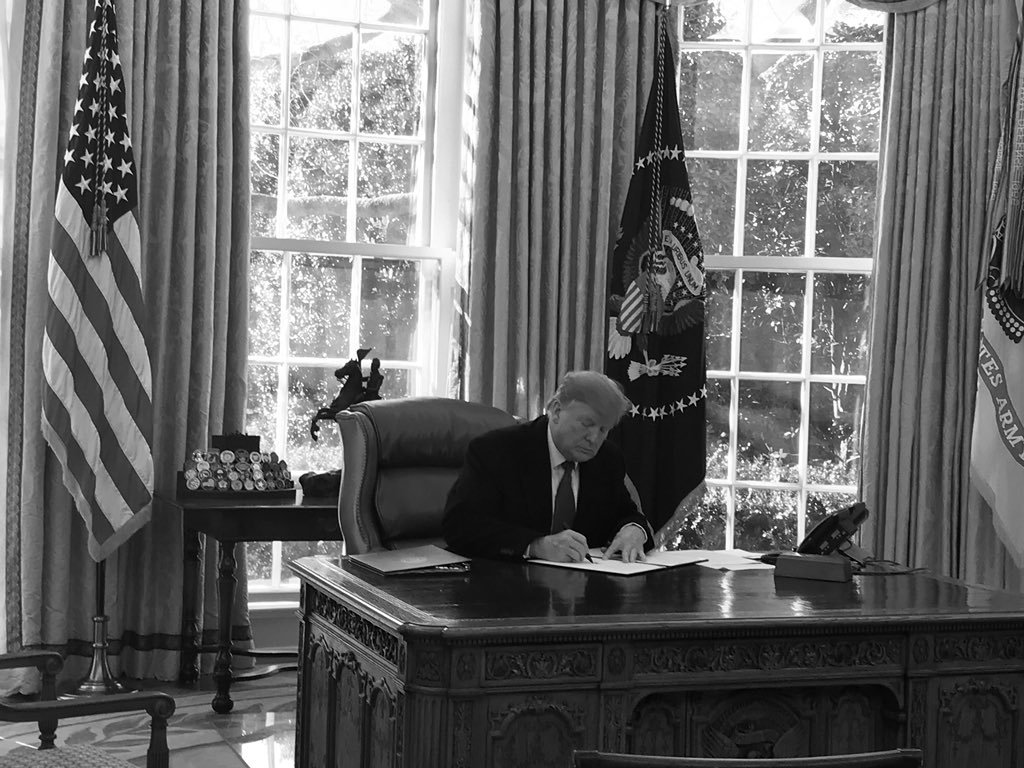
US-Präsident Donald Trump unterzeichnete eine nationale Notstandserklärung

- Washington, D.C./Vereinigte Staaten: US-Präsident Donald Trump verkündet auf Grundlage der Notstandsvollmacht des „National Emergencies Act“ von 1976 eine Notstandsregelung für die Südgrenze der Vereinigten Staaten mit dem Ziel der Eindämmung des Drogenschmuggels in die USA unter anderem durch Banden wie die Mara Salvatrucha (MS-13) und durch die illegale Einwanderung. Trump reagiert damit auf die Weigerung des US-Kongresses zur Bereitstellung von 5,7 Milliarden US-Dollar zum kompletten Bau einer Stahlmauer entlang der Grenze zu Mexiko. In der Einigung im Haushaltsstreit kann die Trump-Administration nach dem Haushaltsgesetz mit den bewilligten 1,375 Milliarden US-Dollar nur für rund 55 Meilen (88,5 Kilometer) Grenzbarrieren errichten. Der erste Aufbau ist im Rio Grande Valley im US-Bundesstaat Texas vorgesehen. Im Rahmen des Nationalen Notstandes sollen weitere Finanzmittel von rund 600 Millionen US-Dollar aus dem Treasury Forfeiture Fund (TFF) des US-Finanzministeriums, 2,5 Milliarden aus dem Haushalt des US-Verteidigungsministeriums (einschließlich der Mittel zur Anti-Drogen-Bekämpfung) sowie 3,6 Milliarden US-Dollar zum militärischen Aufbau durch das US-Verteidigungsministerium bereitgestellt werden, um die Grenzmauer unter anderem durch das United States Army Corps of Engineers zu errichten.[71][72]
- Wildpoldsried/Deutschland: Der deutsche Stromspeicher-Hersteller Sonnen GmbH gibt die Übernahme durch den britisch-niederländischen Energiekonzern Royal Dutch Shell mit dem Tochterunternehmen Shell New Energies bekannt. Die Regulierungsbehörden müssen der Übernahme noch zustimmen.[73]

### Samstag, 16. Februar 2019
- Aachen/Deutschland: Bundeslandwirtschaftsministerin Julia Klöckner wird mit dem Orden wider den tierischen Ernst ausgezeichnet.[74]
- Barcelona/Spanien: Aus Protest gegen den am 13. Februar 2019 begonnenen Prozesse vor dem Obersten Gerichtshof (Tribunal Supremo) in Madrid gegen zwölf katalanische Politiker, die im Zusammenhang mit dem Unabhängigkeitsreferendum von 2017 unter anderem der Rebellion beschuldigt werden, nehmen nach Polizeiangaben rund 200.000 Menschen teil. Unter dem Motto „L'autodeterminació no es delicte“ („Selbstbestimmung ist kein Verbrechen“) fordern sie die Freilassung der 12 angeklagten katalanischen Politiker.[75]
- Paisley/Vereinigtes Königreich: Die unter dem Markennamen Flybmi operierende Fluggesellschaft British Midland Regional Limited mit Basis am East Midlands Airport meldet Insolvenz an und stellt mit sofortiger Wirkung ihren Betrieb ein. Flybmi betrieb zuletzt eine Flotte von 17 Regionalverkehrsflugzeugen und flog 25 Städte in Europa an. Das Unternehmen beschäftigte 376 Mitarbeiter in Großbritannien, Deutschland, Schweden und Belgien. Der deutsche Flughafen Rostock-Laage bietet nach der Insolvenz von Flybmi und der am 4. Februar mitgeteilten Insolvenz der Germania Fluggesellschaft vorerst keine Linienflügen mehr an.[76]
- Vatikanstadt: Das Presseamt des Heiligen Stuhls gibt die Entlassung des früheren Erzbischofs von Washington Theodore McCarrick aus dem Klerikerstand bekannt. Es sei erwiesen, dass er sich während seiner Zeit als Kleriker folgender Delikte schuldig gemacht habe: Sollizitation (sexuelle Verführung) beim Abnehmen der Beichte und Verstöße gegen das Sechste Gebot mit Minderjährigen und Erwachsenen unter strafschärfendem Missbrauch seiner Macht. Ein Rechtsmittel gegen die am 11. Januar 2019 getroffene Entscheidung hat die Kongregation in ihrer Sitzung vom 13. Februar 2019 zurückgewiesen, was McCarrick am 15. Februar 2019 bekannt gemacht wurde. Papst Franziskus bestätigte die Entscheidung der Kongregation für die Glaubenslehre, die damit rechtskräftig ist; weitere Rechtsmittel sind nicht zugelassen.[77]

### Sonntag, 17. Februar 2019
- Abu Dhabi/Vereinigte Arabische Emirate: Auf der Rüstungsmesse International Defence Exhibition (IDEX) vereinbart der teilstaatliche französische Industrie- und Rüstungskonzern Naval Group (ehemals DCNS) mit der staatlichen saudischen Rüstungsholding Saudi Arabian Military Industries (Sami) die Gründung eines Gemeinschaftsunternehmens in Saudi-Arabien zur Entwicklung moderner Marinesysteme einschließlich den Bau von Kriegsschiffen. Zudem wird die Naval Group weitere Gowind-Korvetten für Ägypten und die Vereinigten Arabischen Emirate bauen.[78][79]
- Åre/Schweden: Letzter Tag der 45. Alpinen Skiweltmeisterschaften.
- Dortmund/Deutschland: Der Kühlturm von Block C, der Schornstein und das Kesselhaus des am 23. Dezember 2014 stillgelegten Kraftwerks Gustav Knepper wird erfolgreich gesprengt. Der gesamte Revitalisierungsprozess wird bis 2021 andauern.[80]
- Jerusalem/Israel: Israel Katz übernimmt das Außenministerium von Ministerpräsident Netanjahu.

### Montag, 18. Februar 2019
- Jerusalem/Israel: Die ehemalige Außenministerin Tzipi Livni gibt ihren Rückzug aus der aktiven Politik bekannt. Zugleich teilt sie mit, dass ihre Partei Ha-Tnu’a nicht bei der Parlamentswahl am 9. April 2019 antreten werde.[81]
- London/Vereinigtes Königreich: Sieben Unterhausabgeordnete der Labour Party treten aus der Partei aus. Als Begründung nannten sie die Unzufriedenheit mit dem Kurs des Vorsitzenden Jeremy Corbyn in der Frage des Brexits, dessen Duldung von Antisemitismus in der Partei sowie den Kurs in der Wirtschafts- und Sicherheitspolitik. Im Parlament werden sie künftig als The Independent Group agieren.[82]

### Dienstag, 19. Februar 2019
- Berlin/Deutschland: Beginn des 22. Europäischen Polizeikongresses im Berlin Congress Center.
- Bremen/Deutschland: Die Verbraucherzentrale Bremen meldet beim Amtsgericht Insolvenz in Eigenverantwortung an. Damit sollen in erheblichem Umfang drohende sozialversicherungsrechtliche Ansprüche der betrieblichen Altersversorgung abgewendet werden.[83]
- Tokio/Japan: Der Automobilhersteller Honda gibt bekannt, sein Werk in der britischen Stadt Swindon 2021 zu schließen. Es ist die einzige Produktionsstätte des Unternehmens in Europa und beschäftigt 3500 Mitarbeiter.[84]

### Mittwoch, 20. Februar 2019
- Erfurt/Deutschland: Das Bundesarbeitsgericht entscheidet, dass die aufgrund dessen Wiederverheiratung erfolgte Kündigung eines bei der katholischen Kirche beschäftigten Chefarztes unzulässig war.
- Nordenham/Deutschland: Die mit der Restaurierung der Gorch Fock beauftragte Elsflether Werft mit rund 115 Mitarbeitern beantragt vor dem Amtsgericht die Insolvenz.[85]
- Paris/Frankreich: Die Schweizer Großbank UBS ist durch den Strafgerichtshof (tribunal correctionnel) in Paris wegen Beihilfe zur Steuerhinterziehung zu einer Strafzahlung von 3,8 Milliarden Euro verurteilt worden. Inklusive einer Schadenersatzforderung könnte ein Schuldspruch über 5 Milliarden Euro kosten. Das Urteil ist bisher nicht rechtskräftig.
- Peking/China: Anlässlich des bevorstehenden 60. Jahrestags des Tibetaufstands 1959 in Lhasa und der Vertreibung des Dalai Lama wird Tibet für Besucher und Touristen bis zum 1. April 2019 gesperrt. 2018 profitierte China mit rund 33 Millionen Touristen in Tibet von wachsenden Einnahmen.[86]
- Seefeld in Tirol/Österreich: Eröffnung der 52. Nordischen Skiweltmeisterschaften (bis 3. März)

### Donnerstag, 21. Februar 2019
- Karlsruhe/Deutschland: Das deutsche Bundesverfassungsgericht hat die Verfassungswidrigkeit des pauschalen Wahlrechtsausschlusses für in allen Angelegenheiten Betreute und wegen Schuldunfähigkeit strafrechtlich Untergebrachte festgestellt.
- Nyon/Schweiz: Auslosung der Qualifikationsgruppen zur Fußball-Europameisterschaft der Frauen 2021[87], die später auf 2022 verschoben wurde.
- Straßburg/Frankreich: Der Europäische Gerichtshof für Menschenrechte weist eine Klage gegen den Bau des Ilısu-Staudamms in der Türkei und die damit verbundene Überflutung der antiken Stadtfestung von Hasankeyf durch den gestauten Tigris ab.[88]
- Vatikanstadt: Auf Einladung von Papst Franziskus treffen sich bis zum 24. Februar 2019 insgesamt rund 140 Patriarchen, Kardinäle, Erzbischöfe, Bischöfe, Ordensobere und Verantwortungsträger zum Thema „Der Schutz von Minderjährigen in der Kirche“[89] und reagieren damit auf die zunehmende öffentliche Berichterstattung zu sexuellen Missbrauch in der römisch-katholischen Kirche. Aus Deutschland nahm Reinhard Kardinal Marx teil, der Versäumnisse der Kirchenverwaltung im Missbrauchsskandal einräumte. Akten seien „vernichtet oder gar nicht erst erstellt“ worden.[90]

### Freitag, 22. Februar 2019
- Berlin/Deutschland: Im Studio Adlershof findet die Wahl des deutschen Beitrags für den Eurovision Song Contest statt. Das Duo S!sters, bestehend aus Laura Kästel und Carlotta Truman vertritt Deutschland beim Finale im Mai 2019.
- Cúcuta/Kolumbien: Über 300.000 Menschen nehmen am Venezuela Aid Live, einem Benefizkonzert zugunsten der notleidenden Bevölkerung Venezuelas, teil.
- Karlsruhe/Deutschland: Der Bundesgerichtshof (BGH) hat zur Thematik des Dieselskandals nach der Aufhebung des Verhandlungstermins vom 27. Februar 2019 – VIII ZR 225/17 durch den Kläger zur Frage des Anspruchs des Käufers eines mangelhaften Neufahrzeugs auf Ersatzlieferung bei einem Modellwechsel einen Hinweisbeschluss veröffentlicht, wonach die illegale Abschalteinrichtung als Sachmangel anzusehen ist, da die „Gefahr einer Betriebsuntersagung“ des Fahrzeugs durch die zuständigen Behörden bestehe.[91][92]
- Kennedy Space Center/Vereinigte Staaten: Start der israelischen Mondsonde Beresheet mit einer Falcon-9-Rakete des US-Raumfahrtunternehmens SpaceX.
- Khartum/Sudan: Nach wochenlangen Protesten seit dem 19. Dezember 2018 mit mindestens 31 Toten löst Staatspräsident Umar al-Baschir die Regierung unter Ministerpräsident Moutaz Mousa Abdallah und ernennt am nächsten Tag Mohamed Tahir Ela zum neuen Ministerpräsidenten. Auch die Regierungen der Bundesstaaten werden aufgelöst und für ein Jahr der Ausnahmezustand angeordnet.[93]
- Paris/Frankreich: Im Salle Pleyel findet die 44. César-Verleihung statt. Bester Film wird Nach dem Urteil von Xavier Legrand, den Regiepreis erhält Jacques Audiard für The Sisters Brothers. Robert Redford wird mit dem Ehrenpreis ausgezeichnet.[94]
- Teheran/Iran: In der strategisch wichtigen Straße von Hormus im Persischen Golf führen die Seestreitkräfte des Iran mit Velayat 97 das jährliche Großmanöver durch. Beteiligt ist unter anderem die neue Fregatte Sahand der Moudsch-Klasse und das neue U-Boot Fateh, das im Iran gebaut wurde und auch getaucht Marschflugkörper abfeuern kann.[95]
- West Hollywood/Vereinigte Staaten: Verleihung der Satellite Awards 2018[96]

### Samstag, 23. Februar 2019
- Abuja/Nigeria: Präsidentschaftswahl und Parlamentswahl. Am 26. Februar wird Muhammadu Buhari nach der Auszählung der Stimmen im Amt bestätigt.
- Anahuac/Vereinigte Staaten: Beim Absturz eines Frachtflugzeuges vom Typ Boeing 767-300 in die vor der Stadt gelegene Trinity Bay kommen alle drei Besatzungsmitglieder ums Leben. Die Maschine der Atlas Air war im Auftrag von Amazon Air unterwegs und auf dem Anflug auf den Flughafen Houston.[97]
- Caracas/Venezuela: An den Grenzen zu Kolumbien und Brasilien kam es bei Protesten zu schweren Auseinandersetzungen. In der Stadt Santa Elena de Uairén nahe der Grenze zu Brasilien kommen nach Angaben der venezolanischen Nichtregierungsorganisation Foro Penal mindestens zwei Demonstranten ums Leben. Dort hätten regierungsnahe bewaffnete „Colectivos“ auf Zivilisten geschossen. Die „Colectivos“ sind Anhänger der Partido Socialista Unido de Venezuela (PSUV) von Präsident Nicolás Maduro mit Verbindungen zur Generaldirektion für militärische Gegenspionageabwehr. Nicolas Maduro ordnete den Abbruch der diplomatischen Beziehungen zu Kolumbien an. Der Interimspräsident Juan Guaidó organisierte Hilfslieferungen für Venezuela im benachbarten Kolumbien. Die Grenzübergänge zu Brasilien und Kolumbien wurden durch die Nationalgarde und Polizeikräfte geschlossen.[98][99]
- Golaghat/Indien: Mindestens 102 Menschen aus den Distrikten Golaghat und Jorhat im Bundesstaat Assam, darunter überwiegend Arbeiterinnen einer Teeplantage, sterben durch mit Methanol gepanschten Alkohol in Wein und Schnapsgetränken. Weitere 150 Menschen werden in Krankenhäuser behandelt. Der Besitzer einer lokalen Brennerei sowie zehn weitere Männer werden verhaftet.[100]
- Heerenveen/Niederlande: Beginn der Eisschnelllauf-Sprintweltmeisterschaft (bis 24. 2.)
- Los Angeles/Vereinigte Staaten: Bei der Verleihung der Goldenen Himbeere 2019 wird der Film Holmes und Watson von Etan Cohen in vier Kategorien ausgezeichnet, US-Präsident Donald Trump in zwei Kategorien. Melissa McCarthy erhält sowohl den Negativpreis als Schlechteste Schauspielerin als auch den positiven Himbeeren-Erlöser-Preis.[101][102]
- Santa Monica/Vereinigte Staaten: Verleihung der Independent Spirit Awards 2019[103]

### Sonntag, 24. Februar 2019
- Berlin/Deutschland: Nach Medienberichten unter Berufung auf Angaben der Bundespolizei sind mehr als die Hälfte aller Abschiebungen 2018 gescheitert. Von den 57.035 vorgesehenen Rückführungen kamen 30.921 nicht zustande. 2018 wurden mehr als 27.000 zur Abschiebung vorgesehene Ausländer von den Bundesländern nicht wie geplant an die Bundespolizei übergeben. Gründe für die abgesagten Übergaben waren nach Angaben von Bundesinnenminister Horst Seehofer (CSU), dass die Betroffenen „nicht auffindbar“ waren oder „nicht über die erforderlichen Reisedokumente verfügten“.[104][105]
- Chișinău/Moldau: Parlamentswahl
- Chittagong/Bangladesch: Ein Passagierflugzeug vom Typ Boeing 737-800 der staatlichen Biman Bangladesh Airlines wird auf dem Flug BG-147 nach Dubai kurz nach dem Start vom Flughafen Dhaka von einem 25-jährigen Täter mit einer Pistole entführt. Es folgt eine Notlandung auf dem Flughafen Chittagong und der Entführer wird von Spezialkräften der Streitkräfte erschossen. Alle 143 Passagiere und sieben Crewmitglieder blieben unverletzt.[106]
- Dakar/Senegal: Bei der Präsidentschaftswahl wird Staatspräsident Macky Sall im Amt bestätigt.
- Havanna/Kuba: Volksentscheid über eine neue Verfassung
- Los Angeles/Vereinigte Staaten: Im Dolby Theatre findet die Verleihung der 91th Academy Awards statt
- Minsk/Belarus: Letzter Tag der Biathlon-EM
- Rust/Deutschland: Im Europa-Park wird die Stuttgarter Polizistin Nadine Berneis zur Miss Germany 2019 gewählt.[107]
- Scharm asch-Schaich/Ägypten: Beginn des zweitägigen Gipfeltreffens der Staats- und Regierungschefs der Europäischen Union (EU) und der Arabischen Liga.

### Montag, 25. Februar 2019
- Den Haag/Niederlande: Der Internationale Gerichtshof (IGH) hat den Souveränitätsanspruch des Vereinigten Königreichs auf den Chagos-Archipel im Indischen Ozean als völkerrechtswidrig eingestuft und die britische Regierung aufgefordert, die Inselgruppe an Mauritius zu übergeben. Auf der bisher zum britischen Überseegebiet gehörenden Inselgruppe befindet sich auch das Atoll Diego Garcia auf dem seit Ende der 1960er Jahre die US-amerikanischen Streitkräfte ein Marine- und Luftwaffenstützpunkt unterhalten.
- Teheran/Iran: Der seit 2013 amtierende iranische Außenminister Mohammed Dschawad Sarif gibt seinen Rücktritt über den US-amerikanischen Onlinedienst Instagram bekannt. „Ich entschuldige mich, dass ich nicht mehr in der Lage bin, mein Amt weiter auszuüben, und für alle meine Unzulänglichkeiten in meiner Amtszeit“, erklärte Sarif.

### Dienstag, 26. Februar 2019
- Balakot/Pakistan: Mehrere Kampfflugzeuge vom Typ Mirage 2000 der indischen Luftwaffe dringen bei Muzaffarabad an der Demarkationslinie in den von Pakistan beanspruchten Luftraum ein und bombardieren ein mutmaßliches Ausbildungslager der Terrorgruppe Jaish-e Mohammed bei Balakot im Distrikt Mansehra in der Provinz Khyber Pakhtunkhwa. Dabei sollen mehrere Terroristen getötet worden sein. Die Jaish-e Mohammed hatte am 14. Februar 2019 im Distrikt Pulwama in Indien bei einem Sprengstoffanschlag auf den Konvoi der paramilitärischen Polizeitruppe Central Reserve Police Force (CRPF) im indischen Teil Kaschmirs mindestens 40 Menschen getötet und diesen Anschlag bestätigt.[108][109]
- Koblenz/Deutschland: Vor dem Landgericht beginnt der Prozess gegen das Aktionsbüro Mittelrhein, eine überregionale Koordinierungs- und Organisationsbüro beziehungsweise eine Vernetzungsplattform der militanten neonazistischen Freien Kameradschaften. Es ist der dritte Anlauf, nachdem zwei vorangehende Verfahren aus formalen Gründen abgebrochen werden mussten.
- Luxemburg/Luxemburg: Der Europäische Gerichtshof entscheidet, dass Halāl-Fleisch, das von ohne Betäubung geschächteten Tieren stammt, nicht mit dem Bio-Siegel der EU gekennzeichnet werden darf.
- Marl/Deutschland: Bekanntgabe der Grimme-Preisträger.
- München/Deutschland: Der Bundesfinanzhof bestätigt eine Entscheidung des Finanzamtes Frankfurt, dem globalisierungskritischen Netzwerk Attac die Gemeinnützigkeit abzuerkennen.

### Mittwoch, 27. Februar 2019
- Hanoi/Vietnam: Nach dem Gipfeltreffen in Singapur im Juni 2018 Jahr kommt es zu einem weiteren Treffen zwischen US-Präsident Donald Trump und dem nordkoreanischen Staatsführer Kim Jong-un. Zentrales Thema ist erneut Nordkoreas nukleare Abrüstung. Das Treffen soll bis zum 28. Februar andauern.[110]
- Kairo/Ägypten: Bei einem Zugunglück im Ramses-Bahnhof kommen mindestens 25 Menschen ums Leben, 50 weitere wurden verletzt. Der ägyptische Verkehrsminister Hischam Arafat tritt noch am selben Tage von seinem Amt zurück.[111][112]
- Badgam/Indien: Bei den Luftkämpfen nach der Bombardierung eine Terrorcamps bei Balakot durch indische Mirage-2000-Kampfflugzeuge in Pakistan wird eine indische MiG-21bis UPG „Bison“ nahe der Demarkationslinie abgeschossen und stürzt ab. Der verletzte Pilot Wing Commander Abhinandan Varthaman überlebt und befindet sich mehrere Tage in pakistanischer Haft. Ein von Indien angegebener Abschuss eines pakistanischen Kampfflugzeugs vom Typ F-16 konnte bisher nicht bestätigt werden. An der Waffenstillstandslinie im Kaschmir-Konflikt kommt es erneut zu schwerem Mörserfeuer auf Stellungen beider Staaten. Mehrere Flughäfen in der Region sind vorerst geschlossen.[113][114]
- Seefeld in Tirol/Österreich: Im Zuge einer vom Bundeskriminalamt (BK) in Zusammenarbeit mit dem Zollfahndungsamt München durchgeführten umfangreichen Dopingrazzia mit Namen „Operation Aderlass“ werden fünf Teilnehmer der Nordischen Skiweltmeisterschaften und in Erfurt-Rieth der Sportarzt Mark Schmidt und ein Betreuer verhaftet. Insgesamt werden in Österreich und Deutschland neun Personen festgenommen. Medienberichten zufolge handelt es sich bei den fünf Sportlern um Max Hauke, Dominik Baldauf, Andreas Veerpalu, Karel Tammjarv sowie den 12-fachen Weltcupsieger Alexei Jurjewitsch Poltoranin.[115]
- Wien/Österreich: Der Nationalrat entscheidet über die Abschaffung des Karfreitags als gesetzlicher Feiertag. Betroffen sind die Angehörigen der evangelischen Kirchen A.B. und H.B., der altkatholischen sowie der evangelisch-methodistischen Kirche, die an diesem Tag bislang arbeitsfrei hatten.[116]
- Zürich/Schweiz: Das Telekommunikationsunternehmen Sunrise Communications gibt die geplante Übernahme des Schweizer Kabelnetzbetreiber UPC Schweiz vom britischen Medienkonzern Liberty Global für 6,3 Milliarden Franken (rund 5,5 Milliarden Euro) bekannt.[117]
- Kourou/Französisch-Guayana: Eine Sojus-Rakete bringt sechs OneWeb-Satelliten in Erdumlaufbahnen. Damit beginnt der Aufbau der ersten großen Internet-Konstellation aus 600 geplanten Satelliten.

### Donnerstag, 28. Februar 2019
- Eisenstadt/Österreich: Hans Peter Doskozil übernimmt von Hans Niessl das Amt des Landeshauptmanns des Burgenlandes, zugleich nimmt die neue Landesregierung ihre Arbeit auf.
- Hanoi/Vietnam: Beim Gipfeltreffen in Hanoi brechen US-Präsident Donald Trump und der nordkoreanische Staatschef Kim Jong-Un ihr Treffen vorzeitig und ohne Einigung ab.
- Mogadischu/Somalia: Bei einem Selbstmordanschlag mit einer Autobombe und den anschließenden Angriffen von fünf Terroristen der islamistischen Al-Shabaab-Miliz auf das Makka al-Mukarama-Hotel werden mindestens 32 Menschen getötet und 65 weitere Menschen verletzt. Spezialeinheiten der somalischen Streitkräfte konnten das Hotel und ein anliegendes Restaurant von den Angreifern nach einem Tag wieder sichern.[118][119]
- San Francisco/Vereinigte Staaten: Der US-Modekonzern Gap Inc. gibt bis 2020 die geplante Aufspaltung des Unternehmens bekannt. Danach soll mit der Marke Old Navy ein eigenes Unternehmen entstehen und ein weiteres Unternehmen mit dem vorübergehenden Namen NewCo beinhaltet die Modelabels Gap, Banana Republic, Athleta, Intermix und Hill City. Zudem werden rund 230 von rund 3650 Filialen geschlossen. Gap ist in rund 40 Ländern weltweit präsent.[120]